# HD 50235
HD 50235，又名CD-34 3140，SAO 197277、HR 2549，是一颗恒星，视星等为4.99，位于銀經244.21，銀緯-15.02，其B1900.0坐标为赤經6h 47m 14.1s，赤緯-34° -15.02′ 57″。